# Fabian Appelberg
Karl Fabian Appelberg, född den 11 juni 1883 i Nederkalix församling, Norrbottens län, död den 10 februari 1982 i Stockholm, var en svensk jurist. Han var son till Fredrik Appelberg.
Appelberg avlade mogenhetsexamen i Luleå 1902 och juris utriusque kandidatexamen vid Uppsala universitet 1908. Han blev extra ordinarie notarie i Svea hovrätt 1908, vice häradshövding 1918, extra ordinarie assessor i Svea hovrätt 1919, vattenrättssekreterare vid Österbygdens vattendomstol 1921 och tillförordnad revisionssekreterare 1925. Appelberg var häradshövding i Hammarkinds, Stegeborgs och Skärkinds domsaga 1929–1932, men åtnjöt tjänstledighet för att vara tillförordnad vattenrättsdomare vid Österbygdens vattendomstol. Han var ordinarie vattenrättsdomare där 1929–1950. Appelberg blev riddare av Nordstjärneorden 1931 och kommendör av andra klassen av samma orden 1941.